# Зиберг, Марсель
Марсель Зиберг (нем. Marcel Sieberg; род. 30 апреля 1982, Кастроп-Рауксель, земля Северный Рейн-Вестфалия, Германия) — немецкий профессиональный шоссейный велогонщик, выступающий с 2019 года за команду «Bahrain Victorious».

## Выступления
1998
1-й  Чемпион Германии среди кадетов в групповой гонке
2000
1-й  Чемпионат Германии среди юниоров в групповой гонке
7-й Чемпионат мира среди юниоров в групповой гонке
2001
1-й на этапах 1 и 4 Тур Берлина (U-23)
6-й Чемпионате Европы среди молодёжи в групповой гонке
2002
1-й на этапе 5 Тур Берлина (U-23)
2003
1-й на этапе 3 Тур Берлина (U-23)
2004
1-й на этапе 3 Tour of South China Sea
2005
1-й Ronde van Drenthe
2-й Sparkassen Giro Bochum
2-й Omloop van het Houtland
2006
1-й GP Jef Scherens
3-й Münsterland Giro
2007
2-й Кюрне — Брюссель — Кюрне
2008
3-й Sparkassen Giro Bochum
2009
3-й Trofeo Calviá
4-й Чемпионат Германии в групповой гонке
2010
5-й Омлоп Хет Ниувсблад
6-й GP d'Isbergues
2011
3-й Criterium Bad Homburg
7-й Гран-при Ефа Схеренса
2013
7-й Стер ЗЛМ Тур
4-й Гран-при Ефа Схеренса
2014
6-й Тур Катара
2015
5-й на Münsterland Giro
2016
1-й Sparkassen Giro Bochum
2-й Criterium Bad Homburg (Rund um den Kurpark)
3-й Ночь Ганновера
3-й Dr Tistaertprijs, GP Stad Zottegem
7-й Париж — Рубе
2017
4-й Hammer Sportzone Limburg

## Статистика выступлений наГранд Турах
| Гранд Тур | 2007 | 2008 | 2009 | 2010 | 2011 | 2012 | 2013 | 2014 | 2015 | 2016 | 2017 | 2018 |
| --------- | ---- | ---- | ---- | ---- | ---- | ---- | ---- | ---- | ---- | ---- | ---- | ---- |
| Джиро     | —    | —    | —    | НФ   | —    | —    | —    | —    | —    | —    | —    | —    |
| Тур       | 120  | -    | -    | -    | 141  | 132  | НФ   | 145  | 150  | 169  | НФ   | НФ   |
| Вуэльта   | —    | —    | 122  | —    | —    | —    | —    | —    | —    | —    | —    | —    |

| —  | Не участвовал  |
| НФ | Не финишировал |